# Olios maculatus
Olios maculatus là một loài nhện trong họ Sparassidae.
Loài này thuộc chi Olios. Olios maculatus được John Blackwall miêu tả năm 1862.